# 6291 Renzetti
A 6291 Renzetti (ideiglenes jelöléssel 1985 TM1) a Naprendszer kisbolygóövében található aszteroida. Edward L. G. Bowell fedezte fel 1985. október 15-én.